# Jacques Roston
Jacques Roston (Koło, 1874 – Londra, 1947) è stato un traduttore e insegnante francese, ha insegnato lingue ed è il creatore del metodo Linguaphone.

## Biografia
Jacques Roston fondò il gruppo Linguaphone a Londra nel 1901. Ha capito molto presto il potenziale del grammofono nell'apprendimento delle lingue. Nel 1921, i corsi di Linguaphone erano disponibili in inglese, tedesco, italiano, francese, spagnolo, afrikaans ed esperanto.
Durante gli anni '20, Roston consolidò il suo ufficio di traduzioni, che divenne il più grande della Gran Bretagna, e migliorò la tecnologia del grammofono. Creò il Linguaphone Repeater, che posizionava automaticamente il braccio di tono sul solco senza doverlo sollevare manualmente, e il Linguaphone Solophone, che permetteva un ascolto isolato attraverso le cuffie.
Alla fine degli anni '20, i corsi di Linguaphone erano in uso in 92 paesi.